# Polyrhachis cupreata
Polyrhachis cupreata é uma espécie de formiga do gênero Polyrhachis, pertencente à subfamília Formicinae.